# Чертоза ди Павија (Павија)
Чертоза ди Павија (итал. Certosa di Pavia) је насеље у Италији у округу Павија, региону Ломбардија.
Према процени из 2011. у насељу је живело 3320 становника. Насеље се налази на надморској висини од 88 м.

## Становништво
Према резултатима пописа становништва 2011. у општини је живело 5.004 становника.
| 1931. | 1936. | 1951. | 1961. | 1971. | 1981. | 1991. | 2001. | 2011. |
| ----- | ----- | ----- | ----- | ----- | ----- | ----- | ----- | ----- |
| 2.294 | 2.442 | 2.694 | 3.074 | 3.067 | 2.897 | 3.004 | 3.320 | 5.004 |